# Lassila
Pour les articles homonymes, voir Lassila (homonymie).
Lassila (en suédois : Lassas) est une section du quartier de Haaga à Helsinki en Finlande.

## Description

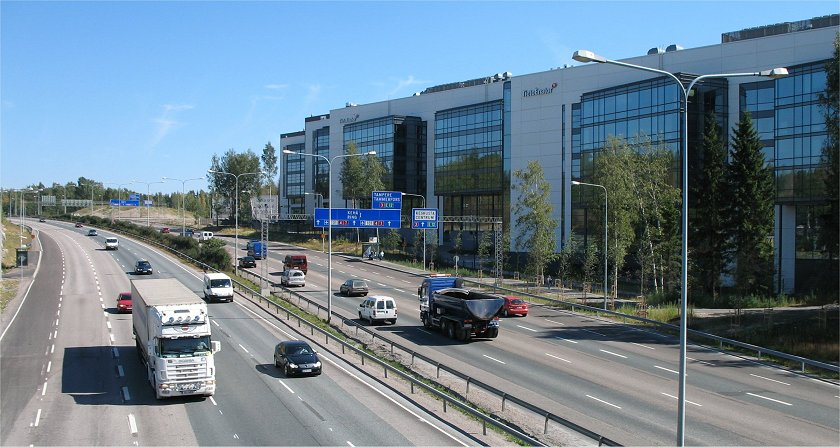
La Kehä Ià Lassila.

Lassila a une superficie de 1,46 km2, sa population s'élève à 4 154 habitants(1.1.2009) et il offre 3 870 emplois (31.12.2005).

## Galerie

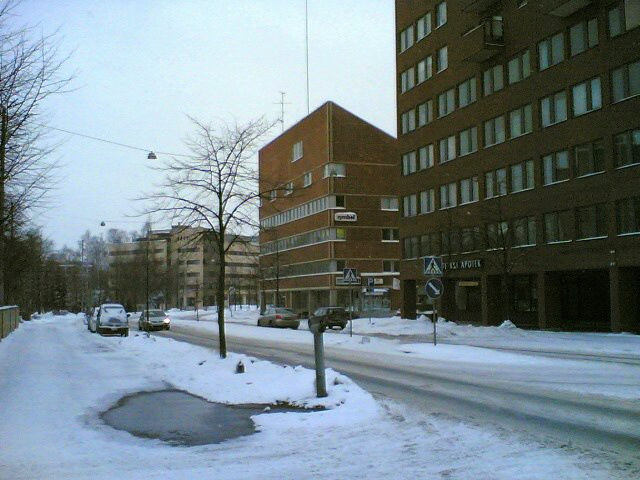
Lassila près de la gare
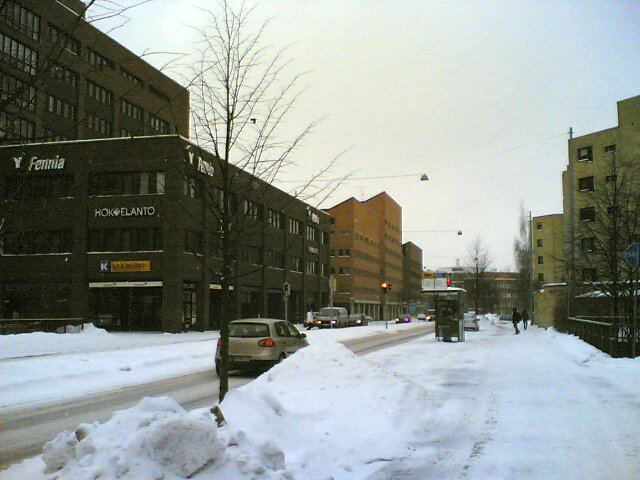
Lassila près de la gare
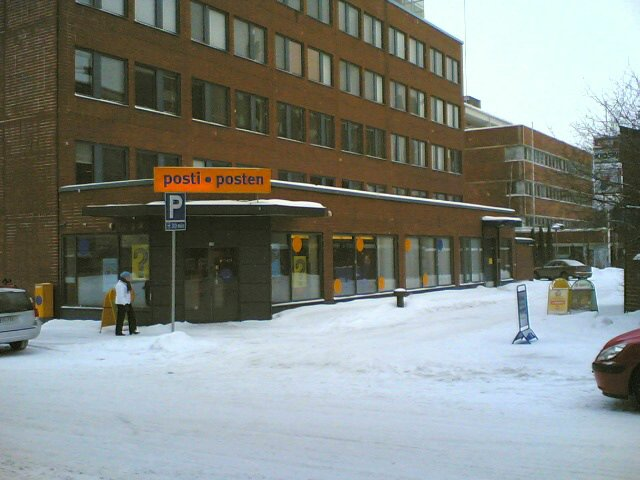
Poste de Lassila